# Левин, Вальтер
Ва́льтер Ле́вин (англ. Walter Levin; 6 декабря 1924, Берлин — 4 августа 2017, Чикаго) — американский скрипач и музыкальный педагог еврейского происхождения.

## Биография
В 1938 году вместе с семьёй бежал из Германии в Палестину, жил и учился в Тель-Авиве. По окончании Второй мировой войны в 1946 году переехал в США, где занимался в Джульярдской школе под руководством Ивана Галамяна. Ещё студентом в 1948 году стал одним из основателей Ласалль-квартета, в котором все 40 лет существования коллектива играл первую скрипку. 
В 1949 году женился на пианистке Эви Марков, которая стала менеджером квартета. В составе квартета стал лауреатом ряда престижных премий, записал множество дисков, гастролировал по всему миру. Преподавал в Колледже-консерватории Цинциннати (1953—1986) и Тэнглвудском музыкальном центре (где у него занимался, в частности, Джеймс Ливайн).
После роспуска Ласалль-квартета (1988) жил преимущественно в Швейцарии, преподавал в Базельской музыкальной академии. В поздние годы Левин также выступил как музыковед, опубликовав ряд статей о творчестве Арнольда Шёнберга, Альбана Берга, Теодора Адорно, а также обзор «Музыканты-иммигранты и американская камерная музыка, 1930—1950».
Сыновья — Томас Левин, профессор немецкого языка и литературы в Принстонском университете, и Дэвид Левин, профессор театроведения в Чикагском университете.